# Heinrich Rubens

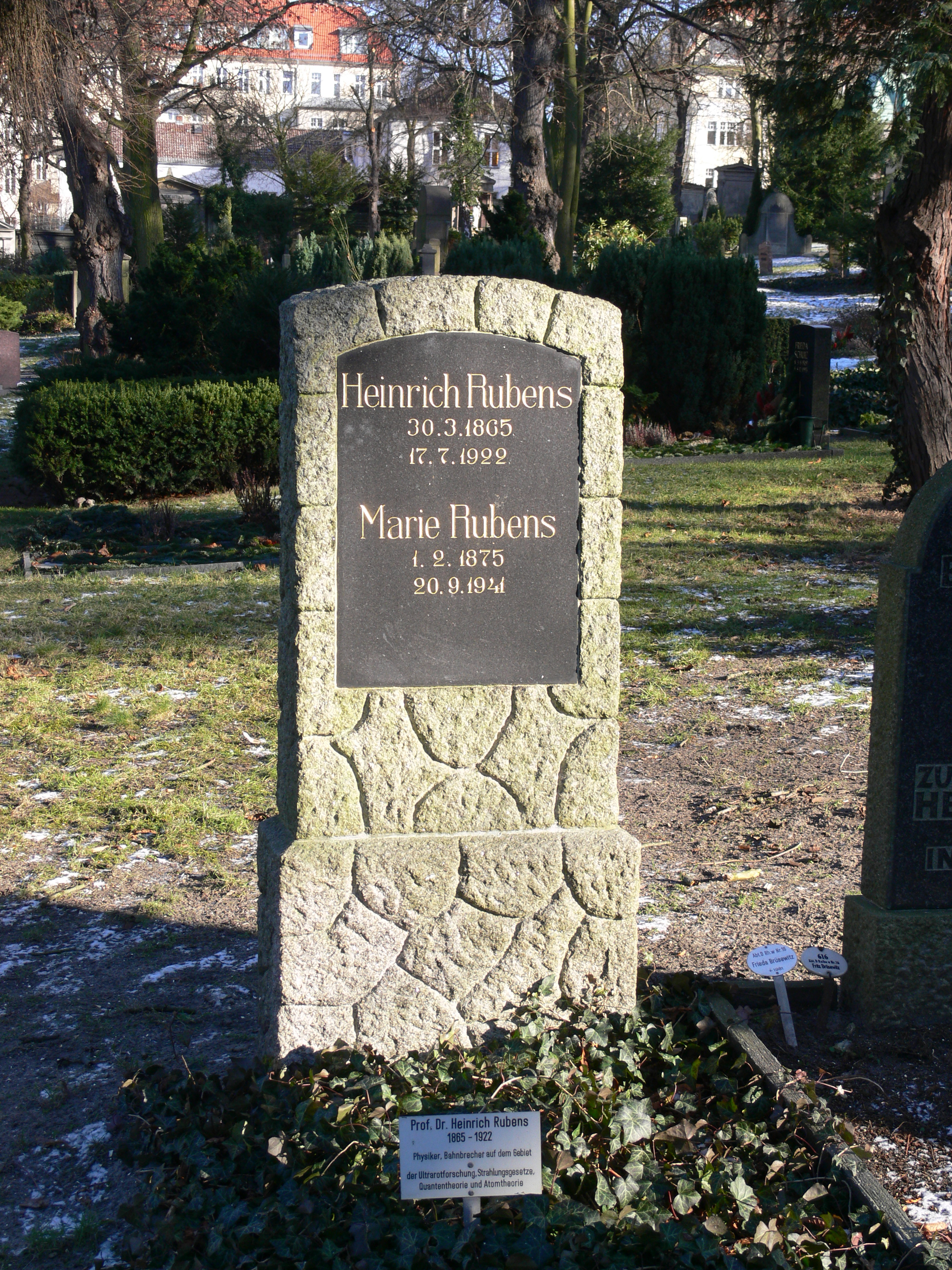
Grabstätte auf dem Alten St.-Matthäus-Kirchhof in Berlin-Schöneberg

Heinrich Leopold Rubens (* 30. März 1865 in Wiesbaden; † 17. Juli 1922 in Berlin) war ein deutscher Physiker.

## Leben
Rubens war der Sohn eines Juweliers aus Amsterdam, der nach Frankfurt am Main übergesiedelt war. Er besuchte das Frankfurter Realgymnasium „Wöhlerschule“ und nahm 1884 an der Technischen Hochschule Darmstadt das Studium der Elektrotechnik auf, das er in Berlin fortsetzte. 1885 wechselte er das Studienfach und studierte Physik, um im Frühjahr 1886 nach Straßburg zu wechseln. In Straßburg hörte er vor allem die Vorlesungen von August Kundt, dem er als Assistent nach Berlin folgte und bei dem er 1889 an der Universität Berlin promovierte (Die selective Reflexion der Metalle). 1892 konnte er sich an der Universität Berlin habilitieren und wurde dort Privatdozent.
Ab 1895 war er außerordentlicher Professor für Physik und ab 1900 ordentlicher Professor an der Technischen Hochschule Berlin-Charlottenburg (als Nachfolger von Karl Adolph Paalzow), dann ab 1903 an der Militärtechnischen Akademie in Berlin. Seine Experimente führte er meist an der Physikalisch-Technischen Reichsanstalt im Labor von Ferdinand Kurlbaum durch, mit dem er auch viel zusammenarbeitete. Ab 1906 wurde er Nachfolger von Paul Drude als Professor für Physik und Direktor des Physikalischen Instituts an der Berliner Universität. Sein Assistent Wilhelm Westphal hielt seine Vorlesungen über Experimentalphysik für die damals besten in Deutschland und hob die besondere Rolle seines Physikalischen Colloquiums an der Universität hervor. 1907 wurde er ordentliches Mitglied der Preußischen Akademie der Wissenschaften, 1908 korrespondierendes Mitglied der Akademie der Wissenschaften zu Göttingen und 1918 korrespondierendes Mitglied der Bayerischen Akademie der Wissenschaften.
Rubens starb – wahrscheinlich als Folge des damals üblichen sorglosen Umgangs mit Radium und anderen radioaktiven Substanzen – an Knochenkrebs und wurde auf dem alten St.-Matthäus-Kirchhof in Berlin-Schöneberg beigesetzt. Die Grabstätte gehört seit 1980 zu den Ehrengräbern des Landes Berlin.
Zu seinen Schülern gehören Gustav Hertz, Marianus Czerny und Gerhard Hettner und zu den Privatdozenten und Assistenten an seinem Institut zählten Otto von Baeyer, James Franck (der dort mit Gustav Hertz den Franck-Hertz-Versuch ausführte), Wilhelm Westphal, Erich Regener, Robert Wichard Pohl.
Seine Frau Marie Rubens, geborene Hirschfeld, beging Suizid, als sie unter nationalsozialistischer Herrschaft als Jüdin den gelben Stern tragen sollte.

## Werk
Rubens arbeitete über elektromagnetische Strahlung, besonders im Infraroten. 1900 wies er durch Messungen mit Ferdinand Kurlbaum nach, dass das Wiensche Strahlungsgesetz für den langwelligen Bereich nicht zutrifft. Diese genauen Untersuchungen zur Strahlung Schwarzer Körper waren wesentlich für die Entwicklung der Ursprünge der Quantentheorie bei Max Planck. Er benutzte dazu das Auer-Gasglühlicht und wies nach, dass das Plancksche Strahlungsgesetz auch im infraroten Teil des Spektrums gilt. Er entwickelte die Methode der Rubensschen Reststrahlen zur Erzeugung von Infrarot-Strahlung und das nach ihm benannte Rubenssche Flammenrohr. Er galt als meisterhafter Experimentator, der sich bei seinen Experimenten nicht schonte (die Präzisionsmessung zur Schwarzkörperstrahlung führte er lange Zeit nachts im Winter bei günstigen Wetterlagen in einem ungeheizten Labor aus). Auch seine Vorlesungsexperimente galten als vorbildhaft.

## Schriften
- Die Entwicklung der Atomistik, 1912
- mit Theodor Liebisch: Über die optischen Eigenschaften einiger Kristalle im langwelligen ultraroten Spektrum, 3 Teile, 1919 bis 1921